# Медводе
Медводе (словен. Medvode, нем. Zwischenwassern) — город и община на западе центральной части Словении. Находится при слиянии рек Сава и Сора, отсюда и название города, означающее в переводе со словенского «между водами». Город расположен в 12 км к северо-западу от столицы страны, города Любляна.
Население общины составляет 14 161 человек, население самого города — 4655 человек. Площадь общины — 77,6 км².